# Justin Felicijan
Justin Felicijan, slovenski rogist in pedagog, * 1953, Celje.
Felicijan je solo hornist v orkestru Slovenske filharmonije. Je ustanovitveni član Trobilnega ansambla Slovenske filharmonije. Sodeluje z mnogimi simfoničnimi in komornimi ansambli.